# フタホシキツネベラ
フタホシキツネベラ (B. bimaculatus) は、ベラ科の海水魚。日本では太平洋側の暖かな沿岸で見られる。名前の通り、2つの暗色斑が体側にある。

## 分布
日本国内では、小笠原諸島、伊豆諸島、相模湾-高知県柏島までの太平洋沿岸、屋久島、沖縄島以南の琉球列島。
国外では、台湾、インド洋、フィジーを除く西太平洋、マーシャル諸島。

## 形態
全長は8センチメートル。雌雄の色彩の違いはほとんどない。成魚は、黄色の地色に赤色の縦條が入る。尾鰭付け根には暗色斑があり、成長に伴いオスでは消失する。鰓にも暗色斑があり、大きさが3センチメートル以下の小さい幼魚では鰓の暗色斑が不明瞭。幼魚はコガネキュウセンに似るが、生息水域が異なるほか、フタホシキツネベラの幼魚は眼の後方から細い暗色ラインが伸びる。

## 生態
水深40メートル以深の岩礁斜面やサンゴ礁外縁礁斜面およびドロップオフ下で見られる。水深30メートル前後の岩礁域に生息するとする説もある。クリーニング行動をする掃除魚。例として八丈島では、オスとメス複数匹の小さなハレムを形成し、他のベラたちと混泳していることが多い。